# فيلا سانت أنتونيو
فيلا سانت أنتونيو، (بالإنجليزية: Villa Sant'Antonio)‏، (سردينيا: Sant'Antoni)، هي بلدية في مقاطعة أوريستانو، في منطقة سردينيا الإيطالية، وتقع على بعد حوالي 70 كم (43 ميل) شمال كالياري، وحوالي 25 كم (16 ميل) شرق أوريستانو. 

## السكان
في سنة 1861 بلغ عدد السكان 561 نسمة، وتطور العدد ليصل في سنة 2011 لـ 382 نسمة.
يظهر هذا المخطط البياني تطور النمو السكاني لـ فيلا سانت أنتونيو